# Поїзд Кінця Світу
Поїзд Кінця Світу (ісп. El Tren del Fin del Mundo), або Південна залізниця Вогняної Землі (ісп. Ferrocarril Austral Fueguino (FCAF)), — вузькоколійна залізниця у провінції Вогняна Земля, Аргентина, на якій досі застосовується паровий локомотив. Первинно була збудована для обслуговування в'язниці в Ушуаї, зокрема, для перевезення деревини. Нині вона працює як історична залізниця в національному парку Вогняна Земля. Вважається найпівденнішою залізницею з тих, що діють, у світі.

## Історія
Наприкінці XIX століття на архіпелазі Вогняна Земля заснували виправну колонію, перші в'язні прибули туди у 1884 році. 1902 року почалося будівництво комплексу будівель для обслуги, також було прокладено залізницю на дерев'яних рейках для транспортування матеріалів, переважно каміння, піску та деревини. Первісно тягловою силою залізниці були бики, які тягнули вагони по вузькій колії шириною менше 1 м (3 фути 3 3⁄8 дюйми). 1909 року начальник колонії повідомив аргентинський уряд про необхідність удосконалення залізниці, і в 1909—1910 роках проклали нові колії завширшки 600 мм (1 фут 11 5⁄8 дюймів) для парового локомотива. Ця оновлена залізниця сполучала колонію з лісництвом і пролягала вздовж берегової лінії до містечка Ушуая, яке швидко розвивалося. Залізниця була відома під назвою «Поїзд в'язнів» (ісп. Tren de los Presos) і постачала у місто деревину, необхідну як для будівництва, так і для побутових потреб.
У міру того, як вирубувалися навколишні ліси, залізниця поступово просувалася углиб острова, вздовж долини річки Піпо до узвишшя. Постійне будівництво залізниці давало можливість розширювати колонію та місто.
У 1947 році виправну колонію закрили і на її місці заснували морську базу. Два роки по тому, у 1949 році землетрус на Вогняній Землі зруйнував більшу частину залізниці, втім, уряд доклав зусиль для розчищення лінії та відновлення залізничного сполучення, попри відсутність в'язнів. Однак залізнична лінія виявилася нерентабельною і 1952 року її закрили.

### Відродження залізниці як туристичного об'єкта
У 1994 році залізницю перебудували під колію 500 мм (19 3⁄4 дюйми) і вона знову запрацювала, хоча, у порівнянні зі своїм тюремним минулим, у значно розкішнішому вигляді — із шампанським та рестораном. 1995 року для залізниці придбали у Великій Британії новий паровоз моделі 2-6-2T, який отримав назву «Каміла», та ще один, аргентинський моделі 4-4-0, який отримав назву «Порта». Окрім паровозів, для залізниці придбали ще три дизельних локомотиви та два паровози системи Гарратт. 2006 року на залізниці з'явився ще один паровоз, який отримав назву «Зуб'єта», на честь Гектора Родрігеса Зуб'єти, суднобудівника та першого популяризатора туризму на Вогняній Землі.
На оновленій залізниці потяги вирушають від станції «Кінець світу» (приблизно за 10 км від аеропорту Ушуая). Маршрут потяга пролягає вздовж долини Піко до ущелини Торо і далі до станції Cascada de la Macarena, де поїзд робить 15-хвилинну зупинку, протягом якої відвідувачі можуть дізнатися більше про історії та побут племені яґанів, корінного населення Вогняної Землі, а також залізти на оглядовий майданчик. Далі потяг заїжджає до національного парку, що лежить в долині між горами, і зрештою доїжджає до кінцевої станції El Parque, звідки відвідувачі можуть повернутися на початкову станцію тим самим потягом або продовжити екскурсію по Вогняній Землі.

## У популярній культурі
Поїзд Кінця Світу надихнув американського співака Майкла Грейвза на написання пісні Train to the End of the World із його альбому 2013 року Vagabond.

## Галерея
Історичні фотознімки

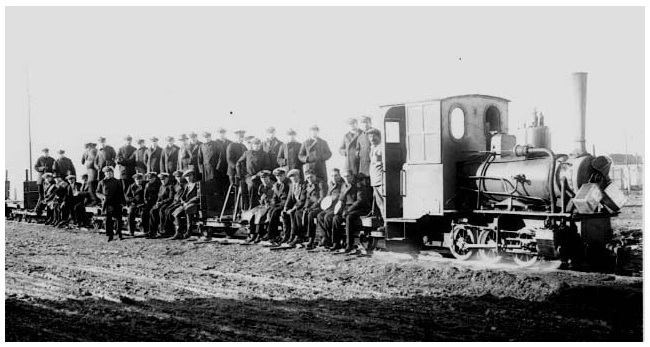
Персонал в'язниці Ушуая поряд із потягом, 1920 рік
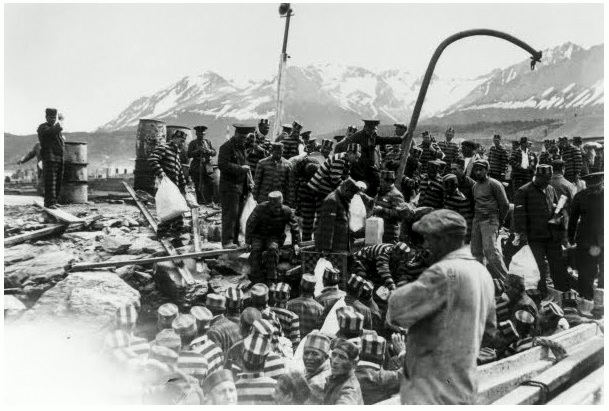
Поїзд, який перевозить в'язнів під наглядом поліції
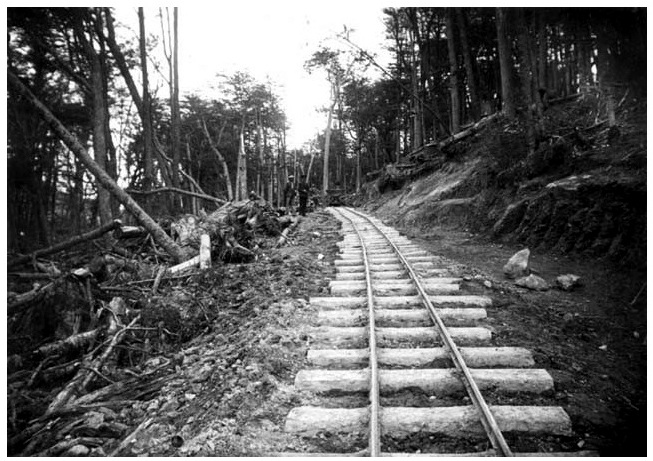
Залізнична колія в лісі, 1920 рік
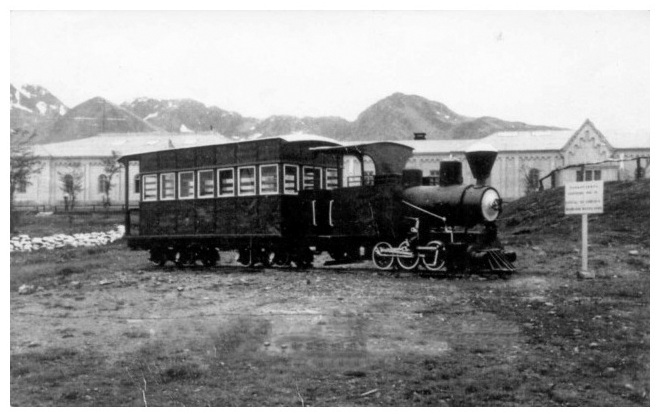
Поїзд із пасажирами, 1930 рік
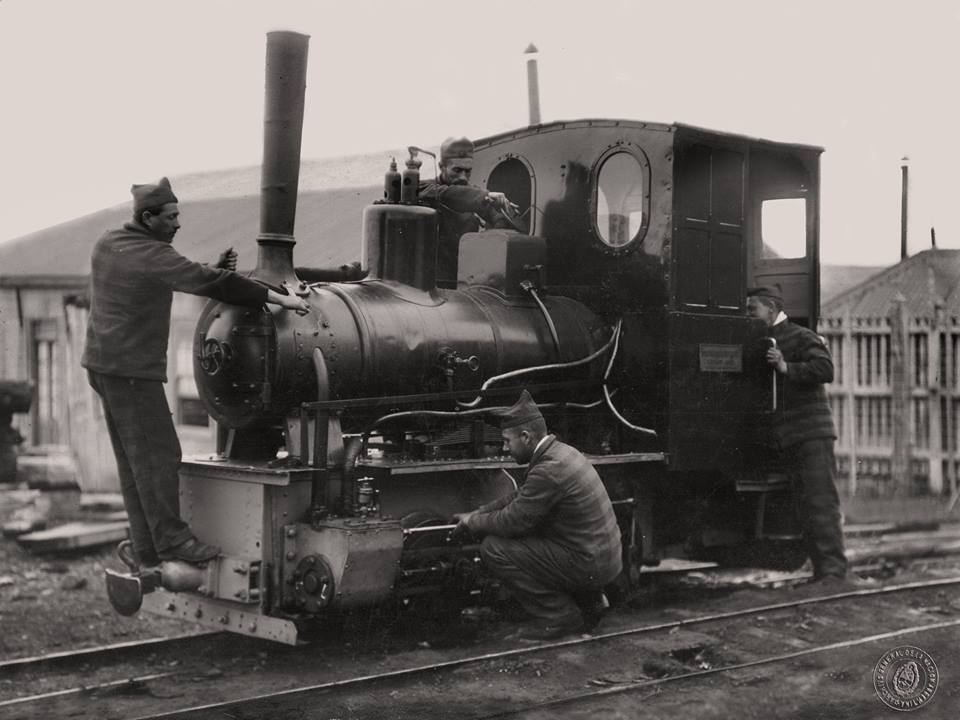
Група в'язнів обслуговують потяг, 1931 рік

Сучасний Поїзд Кінця Світу

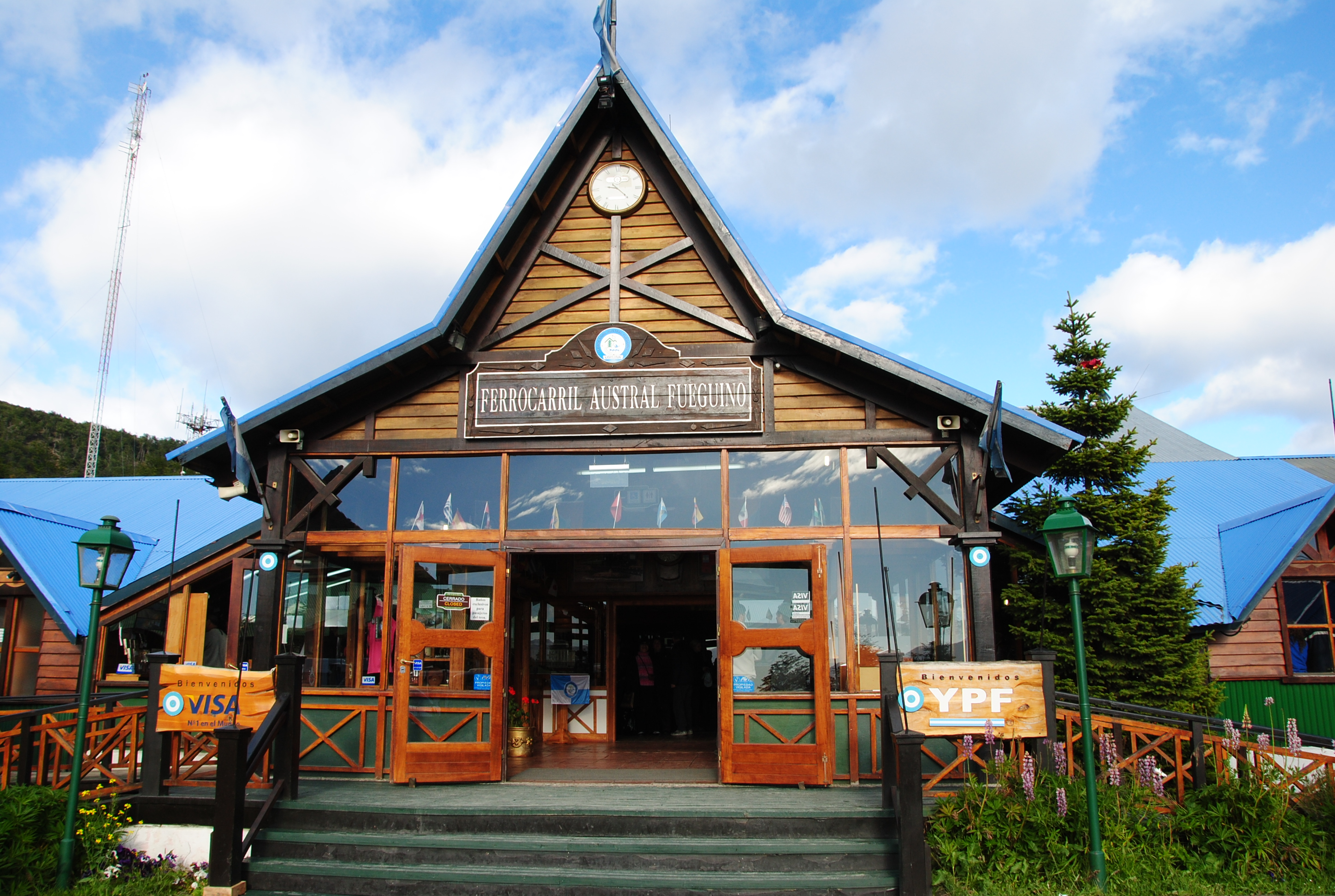
Станція «Кінець Світу»
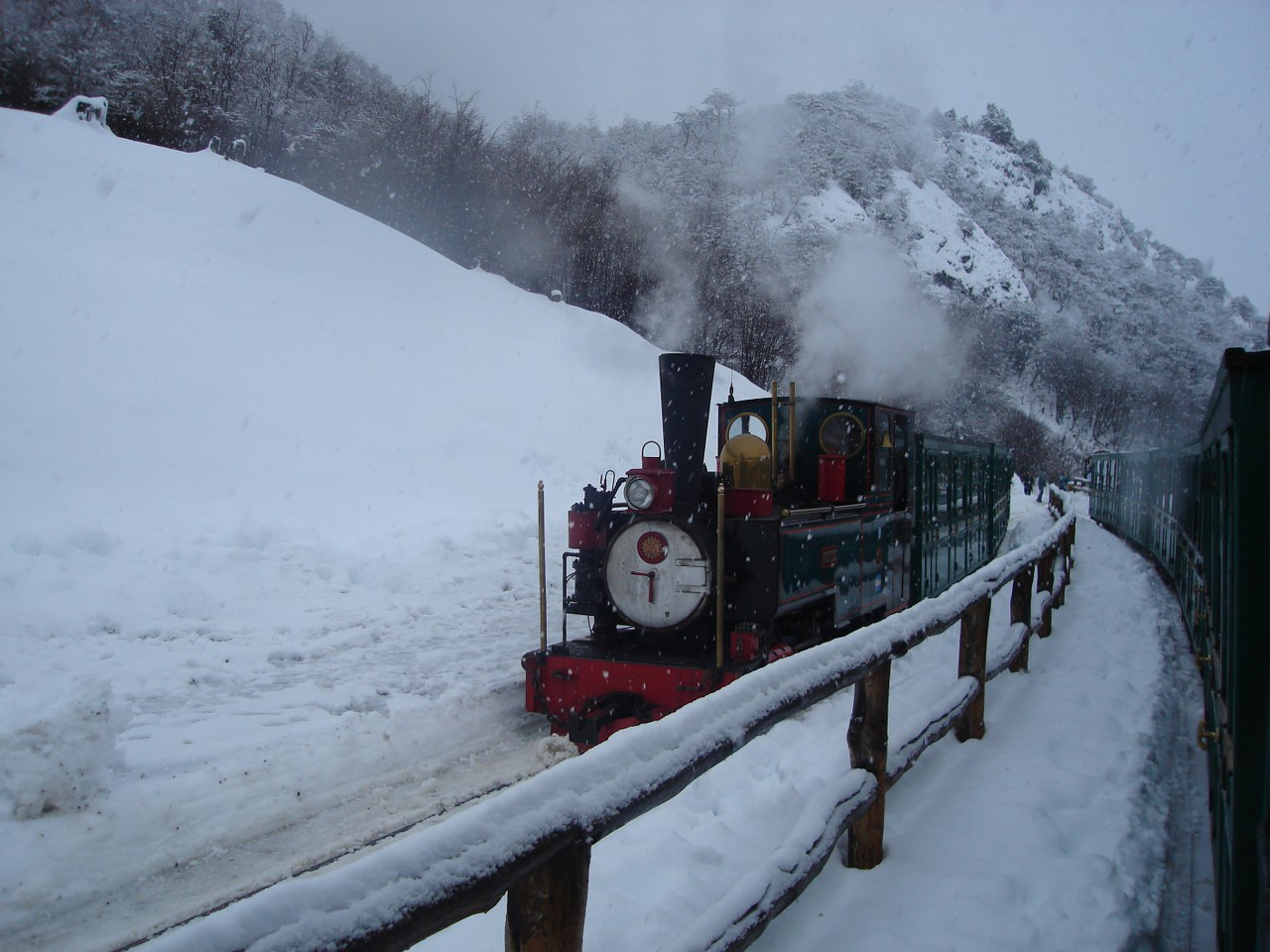
Поїзд взимку 2008 року
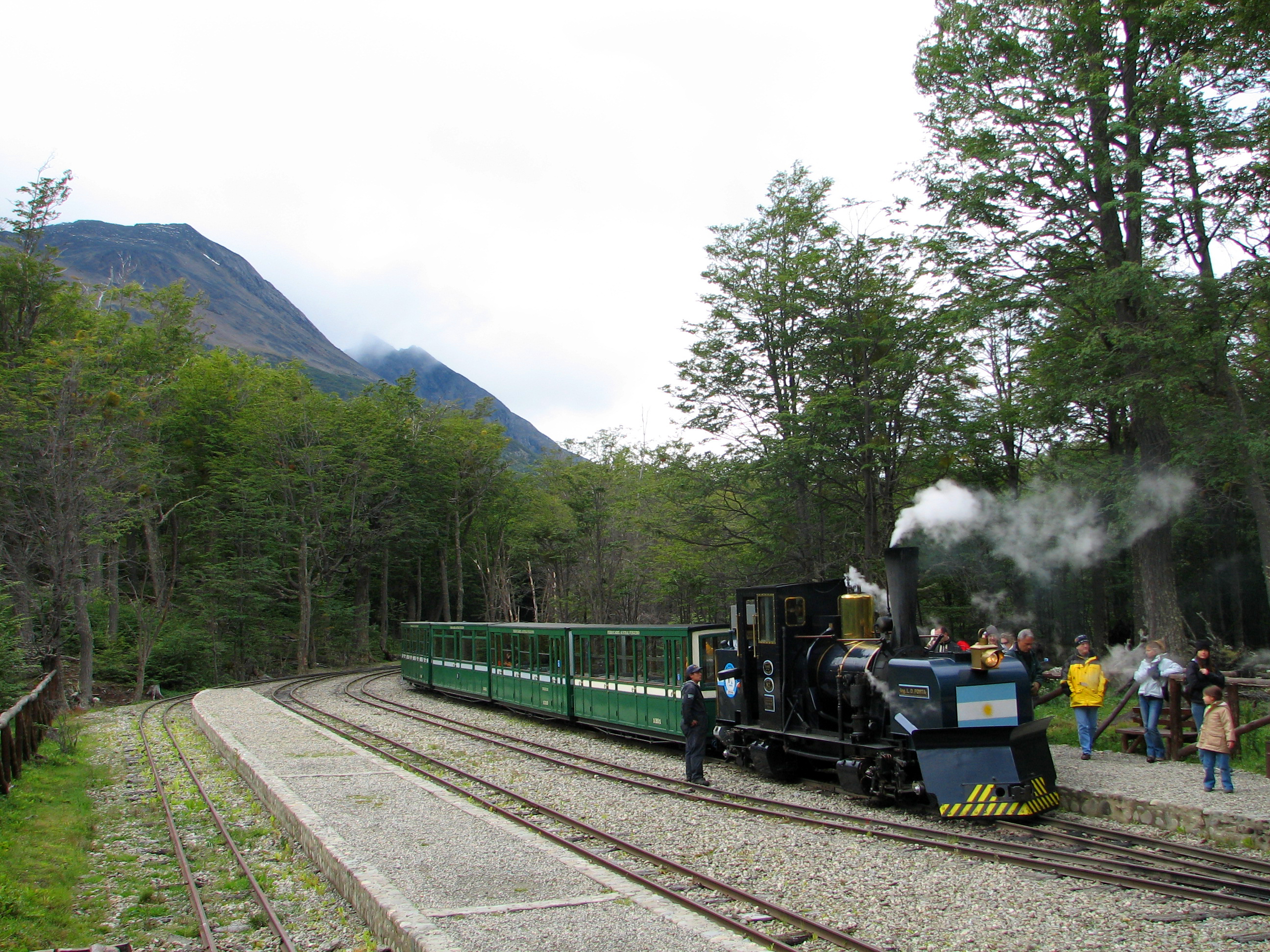
Поїзд на станції Cascada de la Macarena
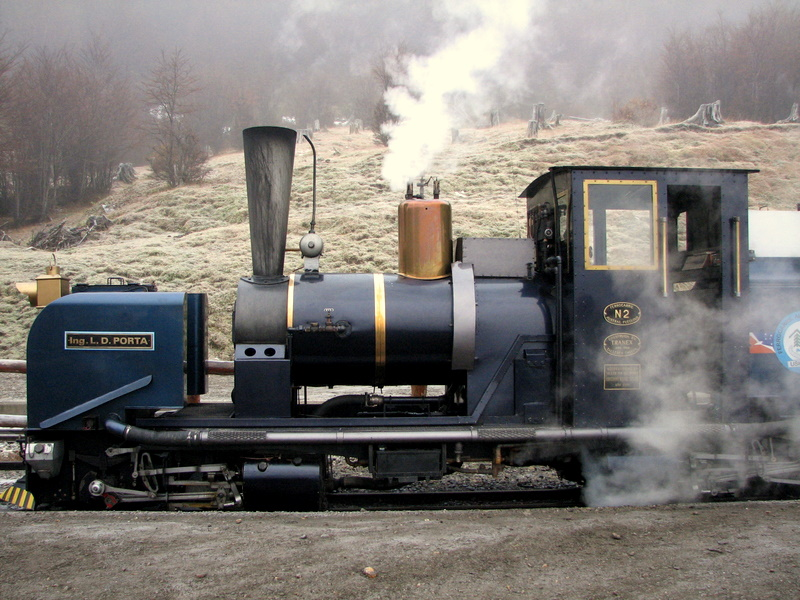
Один із локомотивів
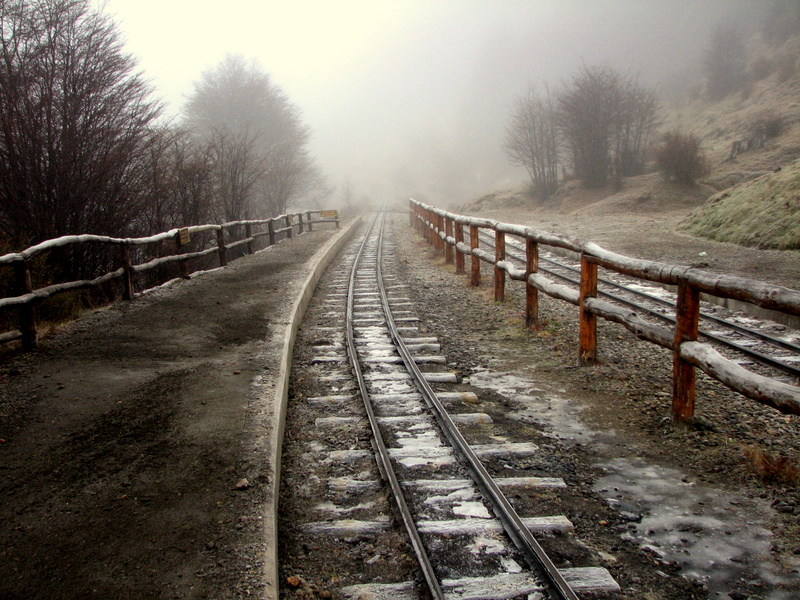
Колія Поїзда Кінця Світу